# فهرست موسیقی‌هایی که بدترین محسوب می‌شوند
این فهرست شامل آلبوم‌ها یا آهنگ‌هایی است که به وسیلهٔ منتقدان مختلف موسیقی، پخش‌کننده‌های تلویزیونی (مانند MTV و VH1)، ایستگاه‌های رادیویی، آهنگ‌سازان و نظرسنجی‌های عمومی به عنوان بدترین موسیقی‌های ساخته شده تا کنون در نظر گرفته شده‌اند.

## آلبوم‌ها

### دهه‌های ۲۰۰۰ تا ۲۰۲۰
- دموکراسی چینی، گانز اند رز (۲۰۰۸)[۱][۲][۳][۴][۵][۶][۷][۸][۹][۱۰][۱۱][۱۲][۱۳]
- لولو، لو رید و متالیکا (۲۰۱۱)[۱۴][۱۵][۱۶]
- ناین ترک مایند، چارلی پوث (۲۰۱۶)[۱۷][۱۸]

## آهنگ‌ها

### دهه‌های ۱۹۵۰ تا ۱۹۷۰
- «او-لا-دی، اوب-لا-دا»، بیتلز (۱۹۶۸)[۱۹][۲۰][۲۱]

### دهه‌های ۱۹۷۰ تا ۱۹۹۰
- «نگران نباش، شاد باش»، بابی مک‌فرین (۱۹۸۸)[۲۲][۲۳][۲۴]

### دهه‌های ۱۹۹۰ تا ۲۰۱۰
- «چه خبر؟»، فور نان بلاندز (۱۹۹۳):[۲۵][۲۶][۲۷][۲۸]
- «دختر باربی»، آکوا (۱۹۹۷)[۲۹][۲۹][۳۰][۳۱][۳۲]
- «زندگی»، دزری (۱۹۹۸)[۳۳]:[۳۴][۳۵]
- «تو زیبایی»، جیمز بلانت (۲۰۰۵)[۳۶][۳۷][۳۸][۳۹][۴۰]

### دهه ۲۰۱۰ تا ۲۰۲۰
- «بیبی»، جاستین بیبر با همکاری لوداکریس (۲۰۱۰)[۴۱][۴۲]
- «فرایدی»، ربکا بلک (۲۰۱۱)[۴۳][۴۴]
- «ایتز اِوری‌دِی بِرو»، جیک پل با همکاری تیم تن (۲۰۱۷)[۴۵][۴۶][۴۷]
- «یامی»، جاستین بیبر (۲۰۲۰)[۴۸][۴۹][۵۰][۵۱]